# یواس‌اس وارینگتون (دی‌دی-۸۴۳)
یواس‌اس وارینگتون (دی‌دی-۸۴۳) (به انگلیسی: USS Warrington (DD-843)) یک کشتی بود که طول آن 390' 6" (119 m) (oa) بود. این کشتی در سال ۱۹۴۵ ساخته شد.